# Tystnad (film)
Tystnad är en bulgarisk dramafilm från 1991.

## Handling
En skulptör hamnar i en situation där han måste välja mellan ett officiellt gillande eller tystnad och ensamhet.

## Rollista (i urval)
- Hristo Garbov - Mincho Kolev
- Joreta Nikolova - Valya
- Petar Popyordanov - Pavkata
- Andrei Andreyev - Boris Krastev
- Naum Shopov - Nikola Petrov